# هوبرتوس ستروغولد
هوبرتوس ستروغولد (بالألمانية: Hubertus Strughold)‏ (15 يونيو 1898 - 25 سبتمبر 1986) عالم فيزيولوجي ألماني المولد وباحثًا طبيًا بارزًا. ابتداءً من عام 1935، شغل منصب رئيس قسم الأبحاث الجوية في لوفتفافه، حيث شغل هذا المنصب طوال الحرب العالمية الثانية. في عام 1947 تم نقله إلى الولايات المتحدة كجزء من عملية مشبك الورق وتقلد سلسلة من المناصب الطبية رفيعة المستوى مع كل من سلاح الجو الأمريكي وناسا.
لدوره في ريادة دراسة الآثار الجسدية والنفسية لرحلات الفضاء المأهولة أصبح معروفًا باسم «والد طب الفضاء». بعد وفاته، تعرضت أنشطته في ألمانيا خلال الحرب العالمية الثانية لمزيد من التدقيق والادعاءات المحيطة بتورطه في التجارب الإنسانية التي تعود إلى الحقبة النازية قلصت إلى حد كبير سمعته.